# Charles Pasquale Greco
Charles Pasquale Greco (* 29. Oktober 1894 in Rodney, Mississippi; † 20. Januar 1987 in Alexandria, Louisiana) war ein US-amerikanischer römisch-katholischer Geistlicher. Greco war Bischof des Bistums Alexandria.

## Leben
Geboren in einem kleinen Ort an der Grenze zum US-Bundesstaat Louisiana wuchs Greco als Sohn von Frank und Carmela Greco in Natchez auf. Er besuchte das Saint Joseph Seminary College in Covington, Louisiana. Danach ging er nach Europa, wo er Student am American College of the Immaculate Conception im belgischen Löwen, später an der Universität Freiburg in der Schweiz war.
Am 25. Juli 1918 empfing Greco aus den Händen von Erzbischof John William Shaw das Sakrament der Priesterweihe. Danach wurde er Generalvikar im Erzbistum New Orleans sowie Kaplan an der Our Lady of Lourdes Church in New Orleans. 2005 wurde diese Kirche durch den Hurrikan Katrina zerstört und danach nicht mehr neu aufgebaut.
Papst Pius XII. ernannte Greco am 15. Januar 1946 zum 6. Bischof von Alexandria. Am 25. Februar 1946 fand die Bischofsweihe statt, durchgeführt von Erzbischof Joseph Rummel. Mitkonsekratoren waren die Bischöfe Richard Oliver Gerow und Thomas Joseph Toolen.
Greco war 27 Jahre Bischof. Während dieser Zeit gründete er 33 Gemeinden, ließ über 120 Kirchen und Gotteshäuser errichten, 100 Klöster sowie 7 Altersheime. Auch gründete er zwei Schulen, unter anderem eine für Jugendliche mit speziellen Bedürfnissen in Shreveport. Zwischen 1962 und 1965 nahm er an allen vier Sitzungsperioden des Zweiten Vatikanischen Konzils statt. 
Zudem war Greco Mitglied der Verbindung der Kolumbusritter, dessen Vorsitzender (Supreme Chaplain) er von 1961 bis zu seinem Tod war.
Am 10. Mai 1973 reichte er bei Papst Paul VI. sein Rücktrittsgesuch ein, dem auch stattgegeben wurde. Er konnte danach noch einen 14-jährigen Ruhestand genießen; er starb im Januar 1987, im Alter von 92 Jahren.